# Jérôme Laperrousaz
Jérôme Laperrousaz és un director de cinema francès nascut el 16 de gener de 1948 a Tonnerre. Es va distingir especialment en el documental, especialment en l'àmbit musical.

## Filmografia
- 1967 : Un samedi soir à Paris (documental)
- 1970 : Amougies (Music Power - European Music Revolution) (documental musical)
- 1972 : Continental Circus (documental) Premi Jean-Vigo sobre el motorista Jack Findlay.[3]
- 1975 : Hu-Man, pel·lícula fantàstica amb Terence Stamp i Jeanne Moreau, exhibida al Festival Internacional de Cinema de Sant Sebastià 1976.[4]
- 1980 : Third World - Prisoner In The Street (documental musical sobre la banda de reggae homònima)[5]
- 2003 : À l'école des étoiles (documental)
- 2006 : Made in Jamaica (documental musical)